# جويل بواليا
جويل بواليا (بالإنجليزية: Joel Bwalya)‏ هو لاعب كرة قدم زامبي في مركز الوسط، ولد في 24 أكتوبر 1972 في زامبيا. لعب مع سيركل بروج.

## وصلات خارجية
- جويل بواليا على موقع قاعدة بيانات كرة القدم.إي يو (الإنجليزية)
- جويل بواليا على موقع ناشيونال فوتبول تيمز (الإنجليزية)